# カミワザ・ワンダ
『カミワザ・ワンダ』は、2016年4月23日から2017年3月25日まで、TBS系列全28局ネットで毎週土曜7:00 - 7:30（JST）に全47話が放送されたテレビアニメ。タカラトミー企画による日本のメディアミックス作品でもある。

## 概要
玩具メーカー大手のタカラトミーが企画した新たなコンテンツの1つ。宇宙からやってきた犬「ワンダ」と共に「カミワザガジェット」と呼ばれるキーアイテムを駆使して謎のプログラムモンスター「プロミン」を召喚しながら、「バグミン」と呼ばれる邪悪なモンスターの捕獲（キャッチ）と浄化（デバッグ）に乗り出すSFファンタジーアニメである。
2022年現在、映像ソフトはDVDレンタルのみで、DVD/Blu-ray DiscBOXのリリースはされていない。

## プロモーション
放送開始前の2016年3月22日には、TBSの報道・情報番組のアナウンサー5人（藤森祥平、吉田明世、江藤愛、山内あゆ、笹川友里）が本作品に声優として参加することが発表された。そのうち、藤森（シュウの父親 役）と山内（シュウの母親 役）は、準レギュラーとして扱われる。
また、TBS制作のバラエティ番組『ニンゲン観察バラエティ モニタリング』とのコラボレーション企画として、同番組の2016年4月7日放送分ではお笑いタレントの小杉竜一（ブラックマヨネーズ）、小島よしお、村本大輔（ウーマンラッシュアワー）をドッキリのターゲットにした声優オーディションの模様が放送され、仕掛人として本作品より声優の山口勝平、下野紘、三森すずこ、ランズベリー・アーサーが登場した。番組内では、同じく仕掛人の1人としても登場した監督の橋本みつおにより、オーディション映像に登場したワンダー王は実際に本作品で小杉が演じることが明かされている。
『ワンダキャラバン』という、ワンダの着ぐるみが事前に募集した幼稚園や保育園に遊びに行き、前期エンディングテーマ『サンバ de ワンダ』を園児が踊るイベントが行われた。また、ワンダキャラバン開始と同時に視聴者から『サンバ de ワンダ』を踊った動画を募集する企画も開始された。
本作品のメインアイテムとなる、カミワザショット・カミワザフラッシュなどのカミワザガジェットやカミワザプロカは、タカラトミーから2016年6月25日に発売された。カミワザプロカにはNFCチップが、カミワザショットにはNFCリーダー・ライタが搭載されており、カミワザショットにカミワザプロカを近づけると召喚音声などのギミックが作動し、遊べば遊ぶほどカードも成長し、光と音が変化する。全国の玩具店でカミワザガジェットをどちらでも購入すると早期購入特典としてカギミンの特製カミワザプロカが、発売日の6月25日・26日の二日間に店頭で合言葉を言うとカミワザプロカが収納できるパスケースが貰えるキャンペーンが行われた。

## 登場キャラクター

### メインキャラクター
ワンダ
声 - 山口勝平
主人公。パグのロボットのような姿をした半分メカ半分生物の宇宙犬でワンダー星の王子。一人称は「ワンダ」で、語尾に「…ケン」と付けている。地球をバグミンの危機から救う使命を担っている。
持ってきた『地球のトリセツ』が古かったため、言葉や常識が少し時代遅れ（往年のギャグである「ガチョーン」、「だっちゅーの」をやった際、ユイは楽しんでいたが、ユートは呆れていた）。
犬であるだけに嗅覚も鋭く、臭いでバグミンを発見すると尻尾のパトランプが光る（しかし本人は「犬」呼ばわりされることを嫌う）。また、プロミンやバグミンの喋る言葉を通訳できる。
シュウの惣菜屋を訪れて以来鶏の唐揚げが大好物。
9話の終盤と10話で行方不明となった際のショックで記憶喪失になってしまうが、ユイの呼びかけによって記憶を取り戻した。
最終話でワンダー王からワンダー星の王位継承権を与えられたことでユートと別れるが、ユイのそばにいたいという思いからそれを辞退し、再び地球で暮らすことになった。
ユート / 神谷 勇人（かみや ゆうと）
声 - 國立幸
本作のもう一人の主人公｡普段はグータラな性格だが機械好きな性格の少年で興味のあることには夢中になる。キラキラ小学校5年3組。一人称は「俺」で「ちょっくら本気出しますか！」が口癖。
ワンダと出会いパートナーとなる。故障したワンダのカミワザショットを興味本位で改造してしまったことでワンダは使用不可になってしまったため、カミワザショットでバグミンを捕獲できる唯一の人物となる。
両親は玩具屋を経営しており、彼が機械好きであるのもこのため。
ユイ / 神谷 優衣（かみや ゆい）
声 - 久野美咲
ユートの妹で素直で心優しい性格。一人称は「ユイ」もしくは「あたし」。
ワンダに亡くなった愛犬・ワン之介の面影を重ねており、「ワン之介」と呼んていたが、実は初めて出会った時からワンダはワンダであると理解しており、そのことをあえて言わなかった。10話の出来事以降はワンダと呼ぶようになる。
ミライ / 小日向 未来（こひなた みらい）
声 - 三森すずこ
ユートのクラスメイトで幼馴染。一人称は「私」。明るく活発な性格で、好奇心旺盛で情に厚い。稀に馬鹿力を発揮することがある。
両親は父（声 - 浜添伸也）と母（声 - 花村怜美）で花屋を経営。
アメイジング
声 - 阿澄佳奈
マルチーズのようなワンダー星の宇宙犬。九州弁を話す。
43話でミライのパートナーとなるがわがままな性格のため、ミライと衝突していたが後に仲直りする。ドーナツが好物。
シュウ / 立石 秀一（たちいし しゅういち）
声 - 真堂圭
ユートのクラスメイトで幼馴染。一人称は「僕」。天才であり丁寧な口調で話す。頭が切れるほどの優等生だが気が小さい。
両親は父（声 - 藤森祥平〈TBSアナウンサー〉）と母（声 - 山内あゆ〈TBSアナウンサー〉）で惣菜屋を経営しており、名物はワンダの好物である唐揚げ。
ナイス
声 - 村瀬歩
柴犬のようなワンダー星の宇宙犬。他人を呼ぶときに「…先輩」をつけ、「っス」と語尾をつける。
43話でシュウのパートナーとなるがはりきりすぎて迷惑をかけてしまうことがあり、始めは衝突してしまったが後に仲直りする。
シュウの店で食べたアジフライが好物。
ソウマ / 坂本 颯馬（さかもと そうま）
声 - 岩瀬周平
ユートのクラスメイトで学校一のイケメン。一人称は「僕」。お金持ちで豪邸に住んでおり、商店街ラジオ局『キラキララジオ』のスタジオを持つ。
両親については一年のほとんどは海外で過ごしている。
ニコル / 大山 ニコル（おおやま ニコル）
声 - ミルノ純
ユートのクラスメイトでキラキララジオのDJ。一人称は「ニコル」もしくは「私」。スタイル抜群でフレンドリーな性格をしている。
豪華客船の船長の父（声 - 子安武人）とアメリカ人の母（声 - 渡辺久美子）とのハーフ。
マサト / 黒崎 正人（くろさき まさと）
声 - 下野紘
ブラックカミワザショット（探索（サーチ）・捕獲（キャッチ）・浄化（デバッグ）・召喚（タッチ）の全てが可能）を持つユートのライバル兼転校生。一人称は「俺」で「調子に乗るなよ」が口癖。
クールで妹思いな性格をしており、入院中の妹・マコの身を案じて涙を流すこともあり、ユイが危険になった時には彼女を助け、ユートに叱責したことがある。
バグミンを浄化（デバッグ）することに対しては非情で、目的の為には手段を選ばず、ユートがすでに持っているプロミンであっても平気で奪う。ただミュートミンのように一部のプロミンには懐かれている。
全てのプロミンを手に入れることで誕生するファクトプロミンを手に入れれば望みを叶うというマイティの言葉を信じて行動し、ユートとプロミンの争奪戦を繰り広げていたが、42話でバグデスによってメットミンとドーザミンが（一時的にではあるが）撃破されてショックを受け、望みが叶えられないと自暴自棄になった彼を見かねたユートに共闘することを持ちかけられ、それを受け入れる形で和解した。
ユートが先にファクトプロミンを発見したことに焦りを感じていたが、バグバイツとグレイトが開発した黒いカミワザシェイカーを奪取したことでファクトプロミンを探し出すことが可能になった。
マイティ
声 - 竹内順子
ダックスフントのような姿をしたワンダー星の宇宙犬。マサトのパートナーで、ワンダの仲間。地球に現れた際にテレビの時代劇を見た影響で一人称が「拙者」、語尾に「…でござる」と付けている。聴覚に優れており、耳でバグミンの気配や油の揚がる音などを察知できる。
バグデスがワンダー星を襲撃した際、他の惑星に遠征したため無事だったが、帰還後に母星が壊滅していたことに絶望し、バグデスに太刀打ちできなかったワンダ一族を嫌うようになった。そこでブラックカミワザショットをマサトに託し、バグミンを捕獲させることでプロミンを集めて強力なファクトプロミンを誕生させ、地球を第2のワンダー星にしようとワンダー文明の再興を目論む。彼もマサトと同じくプロミンを捕獲するためなら手段を選ばないが、マサトと比べると少々過激なところがある。マサトとともにバグデスと対抗するがドーザミンとメットミンでも歯が立たず、絶望したマサトを見限ってしまう。しかし後にワンダー星壊滅の真相を知り、最後にワンダー星に向かうユート達を道連れにしようとするバグデスを宇宙船の特攻で妨害した。宇宙船を破壊されて放り出されたところをタジェボミンに救出され、ワンダ達と和解した。
シュウの総菜屋で食べたコロッケが好物。
マコ / 黒崎 マコ（くろさき マコ）
声 - 遠藤璃菜
マサトの妹。病気で体が弱く、入院している。46話で意識不明の重体にまで追い込まれるが、ワンダープロミンの力で完治し退院、ユイの友達になる。

### バグデス＆バグバイツ
ドン・バグデス
声 - 麦人
ワンダー星を壊滅状態まで陥れた邪悪な生命体。
究極の進化を遂げて全宇宙を支配するため、かつてワンダー星と交流を経て文明を発展させ、ワンダー星の壊滅の際に成し遂げられなかった負のエナジーを補うために地球を狙う。
その実態はワンダー星のマザーコンピューターに生じたバグが突然変異したバグミンで、究極進化していない状態でもファクトプロミン2体を圧倒する力を持つ。
45話で究極の進化に必要な負のエナジーが集まったことで究極進化を果たすが、ワンダープロミンによって消滅した。しかし完全に消滅したわけではなく、計画を邪魔した復讐としてワンダー星に向かうユート達を道連れにしようとするが、マイティに阻止され、最後はファクトプロミンの総攻撃により完全に消滅した。
バグバイツ
何処かに捨ててあった3体の人形がバグデスによって自我を植え付けられた姿でいわゆる三悪に相当する。精神態のバグデスに代わり、ワザワイプログラムによってバグミンを生み出す役目を任された。
8話での図書館のクイズバトルで解答者としてユートたちの前に初めて姿を現し、続く9話でユートとワンダに復讐すべく、バグジェットミンを使って2人を引き離し、大半のプロミンを奪い再びバグミン化させるが、10話で記憶を取り戻し帰還したワンダとユートの連携プレイによって再度デバッグされたことで作戦は失敗に終わってしまい、以降は当初のようにこつこつとバグミンを生み出し続けているが、バグミンだけの力だけでなく、自らユートたちの前に現れては妨害することが多くなった。また、自業自得とはいえ生み出したバグミンのバグワザの被害を自らが受けることもしばしば。失敗するたびバグデスからお仕置きを受けているらしく、人形だった頃は酷い扱いを受けていたため、バグデスから元の人形に戻されることを恐れている。
バグデスに生み出された存在であるが、ミライの歌を聴いて感動したり、地球の和菓子に舌鼓も打つなど人間らしいところがあり、25話ではユートとマサトにバグミンを捕獲され続けられたことに目的の限界を感じ、何処か遠くへ逃走を図ろうとしたこともあった。45話では究極進化を果たしたバグデスのバグワザの被害に遭うがユート達に助けられ、そのお返しとしてグレイトを騙し、バグデスに反抗する。最終話でバグデスの消滅により人形に戻るが、自我は残っていた。
なお、3人の名前の由来はデータ量やコンピュータの記憶装置の記憶容量の大きさを表す単位のひとつ、テラバイト（TB）、およびメガバイト（MB）、ギガバイト（GB）に由来する。
テララ
声 - 加藤英美里
バグバイツの女リーダーで、少女の人形から生み出された。主にワザワイプログラムをばら撒く役割をしている。
あんみつが好物で、逃走の際には「小さなあんみつ屋を始めよう」と語っていた。
メガガ
声 - 浜添伸也
バグバイツのキザな優男で、ゴム人形から生み出された。テララに忠実だが時折女たらしな一面も。元々がゴムで出来ているため身体を自由に伸縮させることができる。かき氷が好物。
ギガガ
声 - 拝真之介
バグバイツのゴリマッチョな巨漢で、プラスチック製のレスラーの人形から生み出された。かなりの怪力持ち。語尾に「…だぎゃあ」とつける。みたらし団子が好物。
グレイト
声 - 山路和弘
シベリアンハスキーに似たワンダー星の宇宙犬。
バグバイツにワンダー星のパーツを提供し、カミワザシェイカー製作の援助をするが、そのシェイカーはファクトプロミンを始末する計画の一環としてわざとマサトに奪わせていた。また、ワザワイプログラムに似た物体を使ってバグミンのバグを強化することができ、バグヤジロミンを巨大化させた。42話で再びバグバイツの前に現れ、バグデスに指揮を任される。
元はワンダー星一の科学者だったが、開発したマザーコンピューターに生じたバグからバグデスが誕生したのを見て、我が子同然とするバグデスを究極進化させるべく裏でバグミンを大量発生させてワンダー星が壊滅する原因を作った。
最後はバグデスの消滅と共に消えていった。

### プロミン

#### ノリノリ
ターボミン
声 - 野上翔
物を加速させるカミワザを持つプロミン。ユートの相棒的存在。
エイシャミン
声 - ミルノ純
映像を映し出すカミワザを持つプロミン。
マイクミン
声 - 浜添伸也
声を大きくさせるカミワザを持つプロミン。プロミンの中で、唯一人間の言葉を話せる。
ガッキミン
声 - 花村怜美
楽器を演奏できるカミワザを持つプロミン。
ジェットミン
声 - 岩瀬周平
物を猛スピードで飛ばすカミワザを持つプロミン。チャージアップするとそのスピードを活かしてソニックムーブや影分身といった技を繰り出す。マサトの相棒的存在。
このプロミンのカミワザプロカは元々ユートが所持していたが、22話でマサトがバグボートミン捕獲の際にユートから奪い取る形で使用したのを機に彼が所持するようになった。
バネミン
声 - 花村怜美
高くジャンプするカミワザを持つプロミン。シュウの相棒的存在。遊びが大好き。
ダンスミン
声 - 武藤真子
ダンスを踊らせるカミワザを持つプロミン。
ダイブミン
声 - 加藤将之
水中に潜るカミワザを持つプロミン。
ドライミン
声 - 野上翔
モノ乾燥させるカミワザを持つプロミン。
リズムミン
声 - 岩瀬周平
リズムを合わせるカミワザを持つプロミン。
ペンミン
声 - 加藤英美里
字を綺麗に書けるカミワザを持つプロミン。
ギャグミン
ギャグで笑わせるカミワザを持つプロミン。作中未登場。
ツッコミン
ツッコミをさせるカミワザを持つプロミン。作中未登場。

#### ワクワク
トンカミン
声 - 加藤将之
物を作るカミワザを持つプロミン。
バ－ガミン
声 - 久野美咲
ファストフードを作るカミワザを持つプロミン。
ユメミン
声 - 加藤英美里
いい夢を見せるカミワザを持つプロミン。お気に入りのピコピコハンマーを使って対象の夢の中へ入り込める。
マグネミン
声 - 岩瀬周平
磁力を引き起こして、物をくっつけるカミワザを持つプロミン。
プラグミン
声 - 花村怜美
電気を起こすカミワザを持つプロミン。
ボ－トミン
声 - 武藤真子
物を水上に浮かべるカミワザを持つプロミン。
スメルミン
声 - 武藤真子
匂いを出すカミワザを持つプロミン。
レコミン
声 - 冨岡美沙子
録音した音を再生するカミワザを持つプロミン。
マサトがバグダイブミンのバグワザで引きずりこまれ、落ち込んだミュートミンを録音していたマサトの声を聞かせ、励ました。
コロミン
声 - ランズベリー・アーサー
モノを転がすカミワザを持つプロミン。
モテミン
声 - 下野紘
対象をモテモテにするカミワザを持つプロミン。
ゲーミン
ゲームの腕を上げるカミワザを持つプロミン。作中未登場。

#### ホッコリ
ズーズミン
声 - 久野美咲
動物を調教するカミワザを持つプロミン。動物と人間との心を通わす手伝いをする。右手の鞭と咥えた笛を使えば従えさせることができる。
ガーゼミン
声 - 冨岡美沙子
怪我や病気を治療するカミワザを持つプロミン。
デンキュミン
声 - ミルノ純
物を明るく照らすカミワザを持つプロミン。
センプウミン
声 - 加藤英美里
風を起こすカミワザを持つプロミン。
シュガミン
声 - 冨岡美紗子
食べ物を甘くするカミワザを持つプロミン。
スローミン
声 - 花村怜美
物の動きを遅くするカミワザを持つプロミン。
シャワーミン
声 - 金田アキ
シャワーでモノを洗うカミワザを持つプロミン。
ラップミン
声 - 拝真之介
モノを包むカミワザを持つプロミン。
テモミン
声 - 野上翔
体のこりをほぐすカミワザを持つプロミン。
マクラミン
声 - 冨岡美紗子
安眠させるカミワザを持つプロミン。
ファットミン
声 - 金田アキ
食べ物を油で揚げるカミワザを持つプロミン。
ファット（Fat）とは英語で食用油を意味する。
ソフトミン
物を柔らかくするカミワザを持つプロミン。作中未登場。

#### プンプン
チャッカミン
声 - 金田アキ
火をつけるカミワザを持つプロミン。
ハサミン
声 - ミルノ純
物を切断するカミワザを持つプロミン。
リフトミン
声 - 岩瀬周平
ものを抱えて運ぶカミワザを持つプロミン。
ケシゴミン
声 - 浜添伸也
文字や絵を消すカミワザを持つプロミン。
特技はバク宙。トランポリンが好き。身体は文字などを消すほど擦り減ってしまうが、消しカスを足のローラーで吸収することで元の状態に戻る。
31話では長らく呼ばれなかったことに不満を持って家出し、嘘をついて単身でバグアートミンのバグワザに立ち向かった。36話では新年早々召喚されたことに喜んでいた。
スパイスミン
声 - 金田アキ
食べ物を辛くするカミワザを持つプロミン。
ベルミン
声 - 久野美咲
ベルを鳴らして伝えるカミワザを持つプロミン。性格はネガティブ。 極度の心配性。
マサトの舎弟。ユートのストップミンをバグミン化させるためにマサトに召喚されたが、自分のカミワザをそれに利用されたことを知ると困惑した表情を見せ、バグストップミンを説得しようとするのが大の苦手などマサトに反抗する動きを見せられた。かなり不憫である。
アートミン
声 - 竹内順子
絵を描くカミワザを持つプロミン。
メンテミン
声 - 浜添伸也
物を修復するカミワザを持つプロミン。
ジムミン
声 - 拝真之介
対象をトレーニングするカミワザを持つプロミン。
玩具版ではノリノリ属性でカミワザプロカが収録されている。
タフミン
声 - 園部啓一
体力を上昇させるカミワザを持つプロミン。
スモルミン
声 - 加藤英美里
物体を小さくするカミワザを持つプロミン。
テングミン
声 - 野上翔
強気な気持ちにさせるカミワザを持つプロミン。
カタスミン
声 - 竹内順子
物を片付けるカミワザを持つプロミン。
クロックミン
時間を知らせるカミワザを持つプロミン。作中未登場。

#### キッチリ
カギミン
声 - 金田アキ
鍵の開け閉めをするカミワザを持つプロミン。
ジャグチミン
声 - 拝真之介
放水するカミワザを持つプロミン。
性格は泣き虫。
シャリミン
声 - 加藤将之
寿司を握るカミワザを持つプロミン。
ジショミン
声 - ミルノ純
知りたいことを調べるカミワザを持つプロミン。
マップミン
声 - 冨岡美紗子（兄） / 久野美咲（弟）
道を示すカミワザを持つプロミン。双子の兄弟。
ブラシミン
声 - 拝真之介
ブラシで物をキレイにするカミワザを持つプロミン。
速いスピードでホコリを舞い上げる。
メジャーミン
声 - 加藤英美里
物の長さを計測するカミワザを持つプロミン。
オリガミン
声 - 野上翔
折り紙を折れるカミワザを持つプロミン。
メガネミン
声 - 岩瀬周平
視覚をはっきりさせるカミワザを持つプロミン。
コピミン
声 - 野上翔
物を複製するカミワザを持つプロミン。
ヤジロミン
声 - 武藤真子
物のバランスを保つカミワザを持つプロミン。
カフェミン
声 - 野上翔
目を覚まさせるカミワザを持つプロミン。
メモリミン
声 - 加藤将之
記憶を甦らせるカミワザを持つプロミン。
スピーチミン
声 - 冨岡美紗子
上手く喋らせるカミワザを持つプロミン。
クリプミン
物をまとめるカミワザを持つプロミン。作中未登場。

#### ブルブル
ドリルミン
声 - 冨岡美沙子
ドリルで穴を掘るカミワザを持つプロミン。
レールミン
声 - 加藤英美里
電車を走らせるレールを引くことができるカミワザを持つプロミン。ミライの相棒的存在。
フリザミン
声 - 金田アキ
冷気で凍らせるカミワザを持つプロミン。
ストップミン
声 - 加藤英美里
物の動きを止めるカミワザを持つプロミン。第28話からはマイティが採取したワザワイプログラムで再びバクミン化してしまい、マサトにデバッグされたことでマサトのプロミンになった。
ミュートミン
声 - ランズベリー・アーサー
音を消すカミワザを持つプロミン。
マサトに懐いており、バグダイブミンのバグワザでマサトが消えてしまった時はひどく落ち込んでしまい、マサトを助けるために一時的にユート達と協力した。
ハンシャミン
声 - 武藤真子
光や物を反射するカミワザを持つプロミン。
デオドミン
声 - 加藤将之
匂いを消臭するカミワザを持つプロミン。
スケミン
声 - 浜添伸也
モノを透明にするカミワザを持つプロミン。ユートにデバッグされたが、ワンダ救出のために協力してくれた礼としてマサトに譲った。
ハートミン
声 - 加藤英美里
相手の心を読むカミワザを持つプロミン
フクミン
声 - 加藤英美里
衣服を着させるカミワザを持つプロミン。
キャッチミン
声 - 武藤真子
モノを掴むカミワザを持つプロミン。
第34話ではノリノリ属性のプロミンとして登場していたが、第37話で修正された。
ビッグミン
声 - 拝慎之介
物体を大きくするカミワザを持つプロミン。

#### 合成プロミン
カミワザシェイカーを使って誕生する、二つのプロミンのカミワザを合わせ持つプロミン。
チャッボミン
声 - 金田アキ、野上翔
ターボミンとチャッカミンを合成させて誕生するプロミン。炎が加わった急加速で猛スピードで移動できる。
ガーカミン
声 - 冨岡美沙子、加藤将之
ガーゼミンとトンカミンを合成させて誕生するプロミン。鋼鉄製のガーゼを生成できる。
タールミン
声 - 野上翔、冨岡美沙子
ターボミンとドリルミンを合成させて誕生するプロミン。地球を貫通するほどの爆速で地面を掘れる。
ジャグミン
声 - 拝慎之介、花村怜美
ジャグチミンとプラグミンを合成させて誕生するプロミン。雨雲を発生させ、落雷を落とせる。
ズールミン
声 - 久野美咲、加藤英美里
ズーズミンとレールミンを合成させて誕生するプロミン。レールを繋げ、世界中の動物を呼び寄せることができる。
ゴウセイストップミン
声 - 加藤英美里、冨岡美紗子、久野美咲
ストップミンとマップミンを合成させて誕生するプロミン。特殊なエリアを映し出し、エリア内に入った物の動きを停止できる。
ターキミン
声 - 野上翔、花村怜美
ターボミンとガッキミンを合成させて誕生するプロミン。高速で楽器を演奏できる。
ズープミン
声 - 久野美咲、冨岡美沙子
ズーズミンとマップミンを合成させて誕生するプロミン。エリアで発生させた範囲を動物達に捜索させることができる。
ハトミン
声 - 加藤英美里、岩瀬周平
ハサミンとジェットミンを合成させて誕生するプロミン。高速で飛行しながら物を切断できる。
ハールミン
声 - 加藤英美里
ハートミンとスモルミンを合成させて誕生するプロミン。相手の自信を無くさせる。
チャッスミン
声 - 金田アキ、武藤真子
チャッカミンとダンスミンを合成させて誕生するプロミン。炎のダンスで攻撃を繰り出す。
タープミン
声 - 野上翔、拝慎之介
ターボミンとラップミンを合成させて誕生するプロミン。高速で移動しながらラップを出す。
マッシャミン
声 - 冨岡美紗子、久野美咲、武藤真子
マップミンとハンシャミンを合成させて誕生するプロミン。広範囲に反射するバリアを張る。

##### 三体合成プロミン
タズグミン
声 - 野上翔、久野美咲、花村怜美
ターボミンとズーズミンとプラグミンを合成させて誕生するプロミン。
ジェストミン
声 - 岩瀬周平、浜添伸也、ランズベリー・アーサー
ジェットミンとスケミンとミュ－トミンを合成させて誕生するプロミン。
タジェボミン
声 - 園部啓一、岩瀬周平、野上翔
タフミンとジェットミンとターボミンを合成させて誕生するプロミン。

#### ファクトプロミン
プロミンの中でも地球や文明そのものを変化させるほどの強力な力を持つ上級プロミンで、マサトとマイティが自身の願いのために探している存在。他のプロミンと比べ物にならない程の大きさと能力を持っている。
第34話ですでに地球にいることが判明しており、バグデスもその存在を薄々気づいていた。6属性全てのファクトプロミンが揃うと更なる最上級プロミン『ワンダープロミン』なるものが解放される。
元がプロミンの状態の為に捕獲することは出来ず、力を使うと何処かへと去ってしまう。ただし、ファクトプロミンのデータはカミワザシェイカーに登録され、召喚することが可能になり、万が一撃破されてもエネルギーが回復すれば再度召喚できる。
ロケットミン
声 - 三宅健太
ノリノリ属性のファクトプロミン。大気圏でも抜群の機動力を持ち、高速で移動できる。
メットミン
声 - 速水奨
ブルブル属性のファクトプロミン。どんな衝撃も防ぐバリアを生成出来る。
ドーザミン
声 - 津田健次郎
キッチリ属性のファクトプロミン。ファクトプロミンの中で超怪力の持ち主で拳から光弾を放つ。
メリーゴミン
声 - 野上翔
ワクワク属性のファクトプロミン。プロミンの能力を上昇させる。
スライサミン
声 - 冨岡美沙子
プンプン属性のファクトプロミン。6つの刃で切断する。
バキューミン
声 - 小杉十郎太
ホッコリ属性のファクトプロミン。あらゆる物を吸い込む。

#### ワンダープロミン
声 - 堀内賢雄
全知全能のプロミン。その力は完全体のバグデスにも匹敵するほどであり、マコの病気を完治し、ワンダー星も復活させた。

### その他のキャラクター
ワンダー王
声 - 小杉竜一（ブラックマヨネーズ）
ワンダの父。バグミンを封印するためワンダー星と共に凍結するが、ワンダープロミンの力で復活、ワンダと再会した。
パパ / 神谷 広人（かみや ひろと）
声 - 加藤将之
ユート、ユイの父親で脱サラをして玩具屋を開く。飄々としておおらかな性格をしており、ユートの呑気なところは父親譲り。しかし、ミライ達と共に行方不明になったワンダの捜索に協力する（10話）など勇敢な一面も見せる他、怒りが頂点に達すると筋肉が発達し、某バトル漫画の主人公のように、突きも激しくなるほど強くなる（ユイがクマに襲われそうになった際、撃退するほど（15話））。
ママ / 神谷 優香（かみや ゆうか）
声 - 金田アキ
ユート、ユイの母親で玩具屋を切り盛りするチャキチャキのママ。サバサバした性格をしており、つまらないことでウジウジしない。
ワン之介
ユート一家がかつて飼っていた犬。病死したが、ユイはその死を受け止めず、ワンダをワン之介だと思っていた。
ヒナ先生
声 - 花村怜美
ユート達の担任女性教師。授業を間違えてもそのまま続けるような大らかな性格。
一番星 テル（いちばんぼし テル）
声 - 園部啓一
和菓子テルの店主でキラキラ商店街の会長。リーゼント型のカツラを着けている。
与田じい（よだじい）
声 - 多田野曜平
駄菓子屋を営む商店街の生き字引。妻との思い出が詰まった扇風機を大切にしている。
与田ばあ（よだばあ）
声 - くじら
与田じいの奥さん。町内会主催の旅行などで不在にすることが多い。
小松 デトックス（こまつ デトックス）
声 - くじら
キラキラ一番街のグルメフェスを訪れた毒舌のグルメ評論家。
文武 両太（ぶんぶ りょうた）
声 - 中嶋アキ
隣町から来た自称シュウの永遠のライバル。学業ではいつもトップのシュウをライバル視しており、マラソン大会でシュウに宣戦布告をする。
文武 道子（ぶんぶ みちこ）
声 - 中嶋ヒロ
両太の双子の妹。兄と共にマラソン大会でシュウに挑戦する。
今 馬虎（こん ばとら）
声 - 屋良有作
ソウマの執事。海外へ行ったきりの両親の代わりにソウマを育てた。どんなことも一人でできるスーパー執事。口癖は「ブイ」。
ププッピドゥ森本（ププッピドゥもりもと）
声 - ランズベリー・アーサー
ソウマがレッスンを受けているダンスのコーチ。本場ニューヨークで修業した経歴を持つ。オカマじみた口調で話す（ユートいわく「クセが強い」とのことで、ソウマは「一流とはそういうものだ」と返した）。
トニー先生
声 - ランズベリー・アーサー
ユートのクラスで英語の授業を担当する外国人教師。
地球防衛隊
5人組の隊員と科学者で結成されている。それぞれのマシンで出動するも、その前に騒ぎが納まっているため見せ場が無い。
レディマリッコ
声 - 大地葉
世界的に有名なマジシャン。十八番はロケットからの大脱出イリュージョン。ショーの際、バグスケミンに自身のマジックのタネ明かしをされた上にバグバイツによって拘束される。騒動の後、ワンダの脱出イリュージョンを見てカギミンをスカウトしようとした。
パン田 竹蔵（パンだ たけぞう）
声 - 柳原哲也（アメリカザリガニ）
パンダの格好をした大道芸人。竹馬が得意。全く売れていないが、バグモテミンによってモテモテになった時はモテ過ぎで逆に困っていた。騒動の後、ターキミンの合わせ技を見て竹馬とジャグリングの合わせ技を披露した。
モモちゃん / モモタロウ
声 - 金田朋子
ミライの親戚のサクラ（声 - 冨岡美沙子）が飼っている猫。ワンダに一目惚れされたが、バグハートミンに取り付かれ心が分かるようになった際「不幸になる」とワンダの告白を受け入れなかった。ワンダ達は当初メスだと思い込んでいたが、物語終盤で実はオスだったことが明らかとなる。
ギンガ星三郎（ギンガほしさぶろう）
声 - ランズベリー・アーサー
ロケットミンを探すべくユート達が訪れた宇宙博のマスコットキャラクター。その巨大ロボットがバグメンテミンの手により改造され暴走した。
ナオミ
声 - くじら
空き地で筋トレをしていたマッチョなおばさん。
HKT48風アイドル
声 - 冨吉明日香、今村麻莉愛、荒巻美咲（いずれもHKT48）

## 用語
カミワザプロカ
捕獲したプロミンを召喚（タッチ）するカード。捕獲していないカードは灰色になっている。
カミワザショット
声 - 園部啓一（COM音声）
カメラ型カミワザガジェット。ユートのものは黄緑色と白色を、マサトのものは黒色と紫色を、ミライのものは桃色と黄色を、シュウのものは青緑色と水色を基調としている。左側のグリップを引っ張ることでレンズ部分が展開され、カミワザプロカをセットしてバグミンを捕獲（キャッチ）、浄化（デバッグ）することができ、カミワザプロカをタッチしてプロミンを召喚する。ユートのカミワザショットは当初はワンダが使っていたが、ユートが独断で修理したことでワンダでは使用不可となったため彼の専用アイテムになった。マサトのブラックカミワザショットには探索（サーチ）機能が付加されている。
マサトのブラックカミワザショットの商品化が発表したが発売中止になった。
カミワザフラッシュ
懐中電灯型カミワザガジェット。カミワザプロカをセットして探索（サーチ）することでバグミンを発見・実体化する。ワンダが使用する。
カミワザシェイカー
シェイカー型カミワザガジェットで、マサトに立て続けに敗北していたユートがミライからの差し入れとして貰ったテルの店名物のいちご大福をヒントに自作した。最初に2枚のカミワザプロカをタッチし、シールドを閉めてひたすら振ることで合成プロミンが完成し、カミワザプロカになった合成プロミンをカミワザショットにタッチすることで合成プロミンを召喚する。しかし、振りが弱かったり振りすぎたりすると合成失敗となり、ピカソが描いたようなウンチ型の失敗プロミンが召喚されてしまう。後にマサトがブラックカミワザショットと同じ色の物を使うようになる。これは当初ファクトプロミンを手に入れようと奔走していたバグバイツとそれに協力していたグレイトによってカミワザシェイカーをスキャンして設計図を生成し作成していたが、同様の野望を抱いていたマサトによって奪い取る形で入手した。
プロミン
世の中の全てのモノを機能させている普段は見えないプログラムモンスター。カミワザガジェットを使うと可視化できるようになる。
バグミン
身の回りでいろんな不具合（バグ）を引き起こすプロミンの暴走状態。ワザワイプログラムを浴びると変貌し、黒色の体色に緑色の目をした凶悪な顔つきに変化する。放っておくと惑星規模の大惨事へと発展するため、必ずカミワザショットで捕獲(キャッチ)、浄化(デバッグ)する必要がある。
ワザワイプログラム
プロミンをバグミンに変貌させるプログラム。粒子状になっており、テララがそれをばら撒いている。28話ではマイティがそれを利用して、ユートが召喚したストップミンをバグストップミンに変貌させた。

## スタッフ
- 原作 - タカラトミー
- 監督 - 橋本みつお
- 助監督 - 羽鳥潤
- シリーズ構成 - 長谷川勝己
- キャラクター原案 - 西本尚央（第2話 - ）
- キャラクターデザイン - 渡辺まゆみ
- プロップデザイン - 今野幸一
- プロミンデザイン - 大川美穂子
- 美術監督 - 小原志野
- 美術設定 - 三浦智
- 色彩設計 - 大野嘉代子
- 撮影監督 - 坪内弘樹
- 編集 - 小峰博美
- 音楽 - 深澤秀行、若林タカツグ
- 音楽プロデューサー - 佐藤靖
- 音響監督 - 松岡裕紀
- プロデューサー - 源生哲雄、岡田有正、斎藤朋之、平位俊雄、日比政広、小島哲、岡本順哉
- アニメーションプロデューサー - 三浦俊一郎、横山敏（第23話 - ）
- アニメーション制作 - トムス・エンタテインメント
- アニメーション制作協力 - SynergySP
- 制作著作 - ワンダプロジェクト[6]、TBS

## 主題歌
オープニングテーマ
「ワンダナンダ!?」（第1話 - 第22話）
作詞・作曲・歌 - DAIGO / 編曲 - 宅見将典 / レーベル - ZAIN RECORDS／Being
曲の間にはワンダやユートの台詞が挿入されている。最終話では挿入歌として使用された。
「バグっていいじゃん」（第23話 - 第47話）
作詞 - 秋元康 / 作曲 - ジマエモン / 編曲 - 佐々木裕 / 歌 - HKT48 / レーベル - EMI RECORDS JAPAN／UNIVERSAL MUSIC JAPAN
第31話よりアニメーションが変更。キャラクター（バグバイツ、ワンダ、ユート達）が曲に合わせて踊る内容に差し替えられた（一部のみ）。また、40話から45話まではHKT48のYouTube公式チャンネルで公開されている「カミワザ・ワンダ オープニング CG ver.」に差し替えられた。
本作品の主題歌としては唯一、CDシングルでのリリースとなった。
エンディングテーマ
「サンバ de ワンダ」（第1話 - 第22話）
作詞 - 福田裕子 / 作曲・編曲 - 若林タカツグ / 歌 - ワンダ（山口勝平）/ レーベル - ZAIN RECORDS／Being
第10話から第18話までは小島よしおがワンダをイメージした姿で登場するが、アニマックスでの放送時には諸般の事情により映像が差し替えられている。3DS版のCMでも使用されている。
「WONDERLAND」（第23話 - 第47話）
作詞・歌 - RADIO FISH / 作曲 - BAGUZERO、TATSUYA / 編曲 - BAGUZERO / レーベル - YOSHIMOTO R and C
第31話よりユートとワンダが曲に合わせて踊るアニメーションが追加された（これは第28話以降もやや見られた）。また、ワンダがサビの直前にRADIO FISHを思わせる容姿とそのポーズをとる。
挿入歌
「カミワザプロミンず」
作詞 - 福田裕子 / 作曲・編曲 - 若林タカツグ / 歌 - ワンダ（山口勝平）/ レーベル - ZAIN RECORDS／Being
『プロミンず』では、その回のストーリーに関係あるプロミンを課題とした歌が使われている。
第30、36話では替え歌が使われた。

## 各話リスト
前述の放送開始順延に伴い、母の日に関するエピソードである第4話は、当初の放送予定を変更して第3話の前に放送された。
| 話数   | サブタイトル             | 脚本                | 絵コンテ   | 演出              | 作画監督                                                            | 総作画監督                          | 放送日         |
| ------ | ------------------------ | ------------------- | ---------- | ----------------- | ------------------------------------------------------------------- | ----------------------------------- | -------------- |
| 第1話  | ワンダー星からの使者     | 長谷川勝己          | 橋本みつお | 川西泰二          | 今野幸一 大川美穂子                                                 | 渡辺まゆみ 小丸敏之                 | 2016年 4月23日 |
| 第2話  | ズーズーパニック!!       | 長谷川勝己          | 羽鳥潤     | 北村淳一 上野史博 | 佐藤綾子 松下清志                                                   | 桜井正明 反町司                     | 4月30日        |
| 第3話  | レールは続くよ           | 鈴木雅詞 本田隆朗   | 斉藤啓也   | 斉藤啓也          | 今野幸一 大川美穂子                                                 | 桜井正明 反町司                     | 5月14日        |
| 第4話  | 母の日はバグの日         | 福田裕子            | 緒方隆秀   | 緒方隆秀          | 田辺謙司                                                            | 渡辺まゆみ 小丸敏之                 | 5月7日         |
| 第5話  | バグミン用心火の用心     | 鈴木雅詞            | 羽鳥潤     | 粟井重紀          | 松下清志 IM CHE DUK                                                 | 渡辺まゆみ 小丸敏之                 | 5月21日        |
| 第6話  | キラキラスター1番星      | 江夏由結            | 緒方隆秀   | 緒方隆秀          | 加藤茂 竹永拡功 橋口裕 田辺謙司                                     | 桜井正明 反町司                     | 5月28日        |
| 第7話  | にぎってはさんで!        | 福田裕子            | 羽鳥潤     | 関田修            | 今野幸一 大川美穂子                                                 | 渡辺まゆみ 小丸敏之                 | 6月4日         |
| 第8話  | 図書館クイズバトル!!     | 江夏由結            | 斉藤啓也   | 曽根利幸          | 松下清志 JUN JONG MIN                                               | 桜井正明 反町司                     | 6月11日        |
| 第9話  | うばわれたプロミン!!     | 長谷川勝己          | 緒方隆秀   | 緒方隆秀          | 田辺謙司                                                            | 渡辺まゆみ 小丸敏之                 | 6月18日        |
| 第10話 | 炸裂カミワザショット     | 長谷川勝己          | 斉藤啓也   | 斉藤啓也          | 今野幸一 Seo Sun-young 大川美穂子                                   | 桜井正明 反町司                     | 6月25日        |
| 第11話 | さよならワンダ･･･        | 鈴木雅詞            | 羽鳥潤     | 中田誠            | 佐藤綾子 松下清志 KIM JEONG WOO LEE BU HEE IM DO YEON PARK JONG JUN | 渡辺まゆみ 小丸敏之                 | 7月2日         |
| 第12話 | チャージアップ!!         | 鈴木雅詞            | 緒方隆秀   | 緒方隆秀          | 加藤愛 加藤茂 竹永拡功 橋口裕                                       | 桜井正明 反町司                     | 7月9日         |
| 第13話 | ふしぎの国のワンダ       | 福田裕子            | 川西泰二   | 川西泰二          | 今野幸一 大川美穂子                                                 | 渡辺まゆみ 小丸敏之                 | 7月16日        |
| 第14話 | 空飛ぶ扇風機             | 小鹿りえ            | 平尾みほ   | 関田修            | Seo Soon-young Seo Jeong-ha Min Hyun-suk                            | 桜井正明 反町司                     | 7月23日        |
| 第15話 | あっちこっちどっち?      | 江夏由結            | 緒方隆秀   | 緒方隆秀          | 田辺謙司                                                            | -                                   | 7月30日        |
| 第16話 | マラソンだびょ〜〜ん     | 福田裕子            | 斉藤啓也   | 斉藤啓也          | 今野幸一 Min Hyun-suk Seo Sun-young Kim Ju-Seok 大川美穂子          | 渡辺まゆみ 小丸敏之                 | 8月6日         |
| 第17話 | マグネロボ・ワンダ!      | 長谷川勝己 小鹿りえ | 羽鳥潤     | 中田誠            | 武内啓 松下清志                                                     | 桜井正明 反町司                     | 8月20日        |
| 第18話 | プロミン殺ミン事ケン     | 福田裕子            | 緒方隆秀   | 緒方隆秀          | 加藤愛 加藤茂 竹永拡功 橋口裕 新田宗昭                              | 渡辺まゆみ 小丸敏之                 | 8月27日        |
| 第19話 | シビレるぜ、ニコル!      | 田辺茂範            | 平尾美穂   | 川西泰二          | 今野幸一 大川美穂子                                                 | 桜井正明 反町司                     | 9月3日         |
| 第20話 | 黒のカミワザショット     | 長谷川勝己          | 緒方隆秀   | 緒方隆秀          | 竹永拡功 新田宗昭                                                   | 渡辺まゆみ 小丸敏之                 | 9月10日        |
| 第21話 | マサトとマイティ         | 長谷川勝己          | 斉藤啓也   | 斉藤啓也          | 今野幸一 Seo Sun-young 大川美穂子                                   | 桜井正明 反町司                     | 9月17日        |
| 第22話 | プロミンVSプロミン       | 鈴木雅詞            | 緒方隆秀   | 緒方隆秀          | 田辺謙司                                                            | -                                   | 9月24日        |
| 第23話 | バグバイツの逆襲         | 長谷川勝己 小鹿りえ | 羽鳥潤     | 神谷マキ          | Seo Sun-Young Seo Jung-Ha Park Ki-Deok                              | 渡辺まゆみ 小丸敏之                 | 10月1日        |
| 第24話 | あまあま争奪バトル！     | 長谷川勝己 本田隆朗 | 緒方隆秀   | 緒方隆秀          | 加藤茂 加藤愛 竹永拡功 新田宗昭 橋口裕                              | 桜井正明 反町司                     | 10月8日        |
| 第25話 | カミワザシェイカー！     | 田辺茂範            | 平尾美穂   | 神谷マキ          | 今野幸一 大川美穂子                                                 | 渡辺まゆみ 小丸敏之                 | 10月15日       |
| 第26話 | シェイク合成プロミン     | 福田裕子            | 緒方隆秀   | 緒方隆秀          | 加藤愛 竹永拡功 新田宗昭 橋口裕                                     | 桜井正明 反町司                     | 10月22日       |
| 第27話 | 最強の合わせワザ！       | 長谷川勝己 鈴木雅詞 | 斉藤啓也   | 斉藤啓也          | 今野幸一 Min Hyun-suk Seo Sun-young 大川美穂子                      | 渡辺まゆみ 小丸敏之                 | 10月29日       |
| 第28話 | マサトの黒いワナ         | 長谷川勝己          | 緒方隆秀   | 緒方隆秀          | 田辺謙司                                                            | -                                   | 11月5日        |
| 第29話 | ワンダ大脱出！           | 吉田香織            | 羽鳥潤     | 神谷マキ          | Seo Sun-Young Seo Jung-Ha Min Hyun-Suk                              | 桜井正明 反町司                     | 11月12日       |
| 第30話 | カミワザ・パンダ！       | 福田裕子            | 緒方隆秀   | 緒方隆秀          | 加藤愛 竹永拡功 新田宗昭 橋口裕                                     | 桜井正明 反町司                     | 11月19日       |
| 第31話 | ア〜ッと驚く大騒動！     | 本田隆朗            | 平尾美穂   | 関田修            | 吉田肇 今野幸一 マイティ・マックスムービー 大川美穂子               | 桜井正明 反町司                     | 11月26日       |
| 第32話 | ワンダの恋の物語         | 田辺茂範            | 緒方隆秀   | 緒方隆秀          | 加藤茂 加藤愛 橋口裕 竹永拡功                                       | 渡辺まゆみ 小丸敏之                 | 12月3日        |
| 第33話 | 折り鶴に願いを           | 小鹿りえ 長谷川勝己 | 斉藤啓也   | 神谷マキ          | 今野幸一 Seo Sun-Young Min Hyun-Suk 大川美穂子                      | 桜井正明 反町司                     | 12月10日       |
| 第34話 | 伝説のプロミン！         | 鈴木雅詞            | 緒方隆秀   | 緒方隆秀          | 田辺謙司                                                            | -                                   | 12月17日       |
| 第35話 | ロケットミン登場！       | 長谷川勝己          | 羽鳥潤     | 神谷マキ          | Seo Sun-Young Min Hyun-Suk                                          | 渡辺まゆみ 小丸敏之                 | 12月24日       |
| 第36話 | 進め！ワンダ探ケン隊     | 福田裕子            | 緒方隆秀   | 緒方隆秀          | 加藤茂 竹永拡功 橋口裕                                              | 桜井正明 反町司                     | 2017年 1月7日  |
| 第37話 | ビッグアンドスモール     | 田辺茂範            | 平尾美穂   | 関田修            | 吉田肇 今野幸一 大川美穂子                                          | 渡辺まゆみ 小丸敏之                 | 1月14日        |
| 第38話 | シェイカー強奪指令       | 鈴木雅詞            | 緒方隆秀   | 緒方隆秀          | 加藤愛 橋口裕 新田宗昭                                              | 桜井正明 反町司                     | 1月21日        |
| 第39話 | ブルブル争奪猛レース     | 小鹿りえ            | 羽鳥潤     | 神谷マキ          | 今野幸一 Beak Yeon-Ju Min Hyun-Suk 大川美穂子                       | 渡辺まゆみ 小丸敏之                 | 1月28日        |
| 第40話 | テングテングテング！     | 本田隆朗            | 緒方隆秀   | 緒方隆秀          | 田辺謙司                                                            | -                                   | 2月4日         |
| 第41話 | おもいで注意報           | 吉田香織            | 平尾美穂   | 神谷マキ          | Min Hyun-Suk Baek Yeon-Ju                                           | 桜井正明 反町司                     | 2月11日        |
| 第42話 | 急襲！ドン・バグデス     | 長谷川勝己          | 緒方隆秀   | 緒方隆秀          | 加藤茂 竹永拡功 新田宗昭 橋口裕                                     | 渡辺まゆみ 小丸敏之                 | 2月18日        |
| 第43話 | グレイトの秘密           | 吉田香織            | 羽鳥潤     | 関田修            | 吉田肇 今野幸一 マイティ・マックスムービー 大川美穂子               | 桜井正明 反町司                     | 2月25日        |
| 第44話 | ナイスとアメイジング     | 福田裕子            | 緒方隆秀   | 緒方隆秀          | 加藤茂 加藤愛 新田宗昭                                              | 渡辺まゆみ 小丸敏之                 | 3月4日         |
| 第45話 | ユート、絶体絶命！       | 田辺茂範            | 羽鳥潤     | 神谷マキ          | 今野幸一 渡辺まゆみ 反町司 大川美穂子 小丸敏之                      | 桜井正明 反町司                     | 3月11日        |
| 第46話 | バグデスを倒せ！         | 長谷川勝己          | 緒方隆秀   | 緒方隆秀          | 田辺謙司                                                            | -                                   | 3月18日        |
| 第47話 | ワンダよ永遠（とわ）に ! | 長谷川勝己          | 橋本みつお | 神谷マキ          | 渡辺まゆみ 今野幸一 大川美穂子 小丸敏之                             | 桜井正明 反町司 渡辺まゆみ 小丸敏之 | 3月25日        |

特番などによる放送休止は以下の通り。
- 2016年8月13日：『リオデジャネイロオリンピック・陸上予選』（女子100m・男子400m）放送のため。
- 2016年12月31日：各局年末特別番組放送[注 9]のため。

## 放送局
| 放送期間                      | 放送時間         | 放送局                               | 対象地域                | 備考                                                   |
| ----------------------------- | ---------------- | ------------------------------------ | ----------------------- | ------------------------------------------------------ |
| 2016年4月23日 - 2017年3月25日 | 土曜 7:00 - 7:30 | TBSテレビ（制作局）ほかTBS系列全28局 | 日本国内 （一部を除く） | 字幕放送 / 連動データ放送 / 解説放送（2ステレオ方式）  |
| 2016年7月3日 - 2017年6月25日  | 日曜 7:00 - 7:30 | アニマックス                         | 日本全域                | 字幕放送 / 解説放送（モノラル方式） / リピート放送あり |

| 配信期間                     | 配信時間       | 配信サイト                            | 備考                 |
| ---------------------------- | -------------- | ------------------------------------- | -------------------- |
| 2016年4月23日 - 2017年4月1日 | 土曜 7:30 更新 | TVer                                  | 最新話限定で無料配信 |
|                              |                | GYAO!                                 | 最新話限定で無料配信 |
|                              |                | YouTubeコロコロコミック公式アカウント | 全話無料配信         |
|                              |                | YouTubeTBS公式アカウント              | 1話・最新話限定配信  |
|                              |                | YouTubeタカラトミー公式アカウント     | 1話・最新話限定配信  |
| 2016年4月27日 -              | 水曜 更新      | TBSオンデマンド                       | 1話のみ無料配信      |

## 世界各国での放送

### 韓国
題名『파워캐치 완다（パワーキャッチワンダ）』。
2016年9月放送開始。

### 香港
題名『超能旺達（カミワザワンダ）』。
2017年6月26日放送開始。

### 台湾
題名『神技汪達（カミワザワンダ）』。
2017年11月放送開始。

## ミニアニメ
『プロミンず』は本編後（厳密に言えばじゃんけんコーナー後）に挿入される、ワンダとプロミンが登場するFLASH形式のミニアニメで、各回の内容に関連した（回によっては例外もあり）ストーリーが描かれ、第24話以降は「カミワザプロミンず」に合わせてプロミンを紹介する形式へと変わった。また放送開始前にはYouTubeコロコロコミック公式アカウント（コロコロチャンネル）でも放送版とは別のオリジナルアニメを全3話配信。脚本は福田裕子、アニメーション制作はギャザリング。
- 配信版
  - 第1話  2016年3月15日配信
  - 第2話 2016年4月5日配信
  - 第3話 2016年4月12日配信

## コンピュータゲーム
カミワザ・ワンダ キラキラ一番街危機一髪!
ニンテンドー3DS用ゲームソフトとして、フリューより2016年10月27日にパッケージ版・ダウンロード版とともに発売された。パッケージ版の購入特典として『ジェットミン ブーストモード』のカミワザプロカが封入される。同作品が発売された時点で既にテレビシリーズに登場しているマサトやマイティは、同作品には登場しない。

## CD
カミワザ・ワンダ SONG COLLECTION 〜ワンダナンダ!?〜
ミニアルバムCD（実質的にはマキシシングルCD）としてビーイングより2016年9月21日に発売。初回限定盤には購入特典として『ターボミン』のイベント限定盤のカミワザプロカが封入される。

## 漫画
- 『コロコロイチバン!』2016年5月号から2017年5月号までコミック連載。漫画は御狐ちひろ。全3巻。
- 『別冊コロコロコミックSpecial』2016年4月号から2017年2月号まで4コマ漫画『カミワザ・ワンダ 〜ふしぎないきものプロミン物語〜』を連載。漫画はまえだくん。

### 単行本（コロコロイチバン!版）
| VOL | 発売日     | 話数             | サブタイトル | カバー                       |
| --- | ---------- | ---------------- | --- | ---------------------------- |
| 1   | 2016-07-28 | 第1話から第4話   | 第1話「ユート&ワンダ、名コンビ誕生!?」 第2話「バグミン大量発生!?」 第3話「謎の3人組「バグバイツ」が現れた!!」 第4話「ターボミン、チャージアップ!!」                           | ワンダ、ユート、ターボミン   |
| 2   | 2016-12-28 | 第5話から第9話   | 第5話「お家に帰れない!!」 第6話「敵!? 味方!? 転入生がやってきた!!」 第7話「ワンダたちは役立たずケン!?」 第8話「合成プロミン、召喚!!」 第9話「カミワザシェイカーでリベンジ!!」 | ワンダ、ユート、チャッカミン |
| 3   | 2017-04-28 | 第10話から最終話 | 第10話「バグデス、来襲!?」 第11話「力を合わせて地球を守れ!!」 第12話「集結! ファクトプロミンズ!!」 最終話「2人のきずなは永遠に!!」                                            | ワンダ、ユート、プロミン4匹  |